# Black Rock Shooter
Pour les articles homonymes, voir BRS.
Black★Rock Shooter (BRS) (ブラック★ロックシューター, Burakku★Rokku Shūtā, abrégé en BRS) est une OAV réalisée par les studios Ordet, sorti le 24 juillet 2010. Le DVD de l'OAV de 52 minutes était vendu avec la Nendoroid Black Rock Shooter ou avec le mensuel Hobby Japan du mois d'août 2010. La version Blu-ray est disponible depuis fin décembre 2010. Une série a été diffusée entre février et mars 2012, toujours produit par les studios Ordet. L'univers a été créé par Huke, qui avait déjà fait le clip de la chanson de supercell Black Rock Shooter avec Miku Hatsune à la voix. L'anime compte huit épisodes. En France, l'anime est diffusé par Dybex. 

## Synopsis
Mato Kuroi, tout juste entrée au collège, se prend d’intérêt pour Yomi, une camarade de classe au nom de famille insolite de par sa double lecture, Takanashi. Mato redouble d'efforts pour l’approcher mais celle-ci ne lui ouvre pas facilement son cœur. En voyant cela, son amie Yû Kôtari ne peut s'empêcher de taquiner Mato tout en la soutenant dans ses efforts. Mato continue ainsi sa vie de collégienne, entourée de la conseillère d'orientation Saya Irino et de sa capitaine sur-motivée, Arata Kohata. Mais voilà qu'un jour une occasion se présente pour Mato d'aller chez Yomi afin de lui montrer son livre d'illustrations préféré, "Kotori-Asobi". C'est chez Yomi que naîtra l'amitié entre les deux jeunes filles, et c'est également là qu'apparaît devant elles la meilleure amie de Yomi, une jeune fille en chaise roulante du nom de Kagari Izuriha…
Dans un autre monde, inconnu au nôtre, sévit une guerre. Dans cet univers parallèle vit l'alter ego de chaque personnage humain, dont celui de Mato : une jeune fille nommée Black Rock Shooter. Elle possède un signe distinctif, un œil où brûle une flamme bleue, et elle se jette à corps perdu dans la bataille en brandissant une arme à feu géante, son Rock Canon.
Deux mondes différents. Mato et Black Rock Shooter. Voici le conte de leur "douleur".

## Personnages principaux

### Sur Terre
Mato Kuroi (黒衣 マト, Kuroi Mato)
Innocente , c'est la meilleure amie de Yomi. Mato a des cheveux noirs, courts, qu'elle attache en deux couettes hautes et les yeux bleus. Elle connaît Yû depuis la maternelle. Elle est grande sœur de Hiro.
Yomi Takanashi (小鳥遊 ヨミ, Takanashi Yomi)
Gentille, calme, plus mature que Mato mais jalouse de Yû, c'est la meilleure amie de Mato, qu'elle aime beaucoup. Yomi a également les cheveux noirs, courts vers l'arrière avec deux mèches bouclées à l'avant, et a les yeux verts. Si dans l'OAV elle possède des cheveux parfaitement noirs, dans l'anime il se trouve qu'elle a quelques faibles reflets verts et possède cette fois des lunettes. Kagari, son amie d'enfance là considère comme sa seule amie au monde.
Yû Kôtari (神足 ユウ, Kōtari Yū)
De petite taille, parfois maladroite, c'est le manager du club de basket de l'école. Yû a des cheveux en bataille, de couleur marron tirant vers le gris, et ses yeux sont dorés. Il s'avère que Yû telle qu'on la connaît est en réalité STRENGHT. Elle connaît Mato depuis la maternelle.
Kagari Izuriha (出灰 カガリ, Izuriha Kagari)
Kagari a de longs cheveux blonds, bouclés, descendants jusqu'à ses hanches. Elle est constamment en fauteuil roulant. Ses yeux sont jaunes et entourés de larges cernes, qui, couplées à sa pâleur, lui donne un air presque fantomatique. Elle est froide et n'accepte pas que Yomi ait d'autres amis. Kagari semble beaucoup aimer les macarons, collectionne des poupées et porte beaucoup d'affection à l'une d'entre elles nommée Marie, une petite poupée aux cheveux bruns.
Professeur Saya Irino (納野 サヤ, Irino Saya)
Saya est à la fois infirmière et conseillère sentimentale des élèves, qui viennent souvent lui confier leurs soucis et peines. Elle possède dans son bureau un nombre incalculable de mugs et aime beaucoup boire du café au lait, qu'elle propose toujours aux élèves. Saya a des cheveux châtains courts et des yeux bruns. Elle est la seule à connaître la vraie identité de Yû/STRENGTH et est aussi la seule avec Yû, à connaître l'existence du monde parallèle.

### Dans le monde parallèle
Black Rock Shooter (ブラク ロク シュータ, Buraku Roku Shūta)
L'alter ego de Mato. Elle se bat avec un canon accroché à son bras gauche, appelé "Rock Canon", qui a la capacité de changer de forme. La première permet à Black Rock Shooter de tirer soit des petits projectiles en rafale (au nombre de 20 à la seconde exactement) soit des plus gros mais plus lentement. La seconde apparence de "Rock Canon" est celle d'une imposante lance que Black Rock Shooter utilise au corps à corps contre des adversaires coriaces. On peut également la voir utiliser une épée ressemblant à un katana appelé "Black Blade" lors du combat contre Black Gold Saw. Cette jeune fille possède dans son œil gauche une flamme bleue. Elle est "l'ennemie" de Dead Master, contre qui elle livre bataille
Dead Master (デード マスタ, Deddo Masuta)
L'alter ego de Yomi dans l'autre monde. Elle porte un costume Gothic Lolita, elle a une paire d'ailes de démon ressemblant à un zigzag raccourci, des cornes vertébrées et des gants ornés de griffes. Elle se bat avec son glaive ou faux appelée "Death Scythe" et est accompagnée de deux énormes crânes. Dead Master vit dans une sorte d'église abandonnée et partiellement détruite. Elle se sert également des multiples chaînes métalliques qui traînent de çà et là de son territoire pour attaquer lorsqu'elle n'a plus d'arme ou qu'elle souhaite capturer son adversaire.
STRENGTH (ストレングス, Sutorengusu)
L'alter ego de Yû. STRENGHT a les cheveux blancs et les yeux dorés. Elle a deux gros poings en métal à la place des bras dont les doigts peuvent tirer des salves de balles à la manière d'un gatling. Elle porte une robe noire à capuche ornée de flammes blanches au cou et a une queue mécanique ornée d'un petit nœud blanc. En ayant peur de l'arrivée de Black Rock Shooter dans l'autre monde, elle échange de corps avec Yû quelques années avant de rencontrer Mato et Saya.
Chariot (チャリオート, Chariotto)
L'alter-ego de Kagari. Chariot a le visage pâle et de longs cheveux blonds. Elle porte une couronne noire orné de pics pointant vers le ciel. Ses yeux sont jaunes et elle porte un costume de Gothic Lolita noir. Ses gants noirs possèdent des griffes et ses jambes sont remplacées par des roues noires et jaunes. Chariot utilise en guise d'arme et de moyen de transport une gigantesque créature à la forme arachnéenne au visage de poupée, capable de tirer des macarons soit un par un soit en rafales. Lorsque sa "monture" piégée est détruite, Chariot s'arme d'une épée et d'un bouclier pour se battre au corps à corps, ses jambes lui permettant de passer à l'offensive très rapidement.
Black Gold Saw (ブラク ゴルド ソー, Burakku Gorudo Sō)
L'alter-ego de Saya. Dans l'OAV, c'est la responsable des cicatrices que Black Rock Shooter a sur le ventre, résultats de leur combat. Black Gold Saw porte de longs cheveux noirs, et les yeux rouges. Elle se bat à l'aide d'une lourde épée dentée appelée "King Saw" et malgré la taille imposante de son arme, Black Gold Saw est extrêmement rapide et agile. Elle est habillée d'un haut s'arrêtant en bas des côtes, d'un short et de bottes ornées de pics pointus et de tranchants aux genoux et au bout de ses sabots. Il semblerait qu'elle et son alter-ego Saya Irino puissent communiquer d'une certaine façon, permettant à Saya d'intervenir ne serais-ce qu'une fraction de secondes dans l'univers de Black Rock Shooter (cette capacité est utilisée pour tenter de calmer Insane Black Rock Shooter et la ramener à la raison).
Insane Black Rock Shooter (インセイン ブラク ロク シュータ, Insein Buraku Roku Shūta)
C'est une version plus psychotique de Black Rock Shooter résultant de sa fusion avec Mato. Elle laisse tomber le Rock Canon et la Black Blade pour une forme d'épée très longue et large possédant une sorte de barillet en son centre qui peut tirer des rafales de balles à haute vitesse. Encore moins expressive que Black Rock Shooter, ses yeux brillent d'une lueur violette et possède un style de combat beaucoup plus violent et dangereux, à la manière d'un tueur fou. Insane Black Rock Shooter montre un certain plaisir à se battre et ne réagit pas lorsque Yû (sous l'apparence de STRENGHT) la torture pendant leur combat, démontrant qu'elle ne ressent pas la douleur ainsi infligée. D'ailleurs, elle n'hésite pas à arracher d'elle-même son bras lorsqu'il est sévèrement atteint. La seule chose qui semble réellement faire réagir cette fille sont les tentatives de Mato pour reprendre le contrôle et ainsi l'arrêter, mais elle se blessera volontairement à la jambe pour la faire taire.
Tous les personnages du monde parallèle ont des points communs : elles parlent très peu, se contentant de pousser des gémissements quand elles se blessent, de crier, ou de rire légèrement, elles ont souvent un regard vide, sans émotions en dehors des combats et la couleur noire est omniprésente sur leur physique: cheveux, vêtements, outre STRENGHT qui a les cheveux blancs et Chariot qui a les cheveux blonds. Leur monde est très sobre, avec un sol principalement composé de dalles noires et blanches brisées et traversé çà et là de chaînes noires.

## Anime
L'animé contient 8 épisodes en plus d'un OAV.

### OAV
Black Rock Shooter dispose d'un OAV. Cet OAV ressemble beaucoup à la série. Il dure un peu moins d'une heure et reprend l'histoire de la série, mais d'une façon différente.

## Distribution
- Kana Hanazawa (VF : Delphine Saroli) : Mato Kuroi
- Miyuki Sawashiro (VF : Amandine Longeac) : Yomi Takanashi
- Kana Asumi (VF : Angélique Heller) : Yû Kôtari
- Eri Kitamura (VF : Sandra Vandroux) : Kagari Izuriha
- Mamiko Noto (VF : Dany Benedito) : Professeur Saya Irino

### Série télévisée

#### Fiche technique
- Réalisation : Shinobu Yoshioka
- Studio d'animation : Ordet, Sanzigen, Studio Trigger
- Musique : Ryō (Supercell)
- Licencié par :'
  -  Fuji Television
  -  Dybex
- Nombre d’épisodes : 8
- Durée : 25 minutes
- Chaîne de diffusion :
  -  Fuji Television
  -  Nolife
  -  J-One
- Dates de première diffusion :
  -  3 février 2012 - 23 mars 2012
  -  VOSTFR : 3 février 2012 - 23 mars 2012

#### Liste des épisodes
| No | Titre français                                       | Titre japonais                 | Titre japonais                    | Date de 1re diffusion |
| No | Titre français                                       | Kanji                          | Rōmaji                            | Date de 1re diffusion |
| -- | ---------------------------------------------------- | ------------------------------ | --------------------------------- | --------------------- |
| 1  | Combien de fois devrai-je encore crier ?             | あとどれだけ叫べばいいのだろう | Ato Dore Dake Sakebeba Ii no Darō | 3 février 2012        |
| 2  | Le ciel qui étreint l'aurore                         | 夜明けを抱く空                 | Yoake o Idaku Sora                | 10 février 2012       |
| 3  | Je n'arrive plus à retenir mes larmes                | こらえた涙があふれそうなの     | Koraeta Namida ga Afuresou na no  | 17 février 2012       |
| 4  | Le monde que j'avais vu en rêve se referme           | いつか夢見た世界が閉じる       | Itsuka Yumemita Sekai ga Tojiru   | 24 février 2012       |
| 5  | Black Rock Shooter                                   | ブラック★ロックシューター      | Burakku Rokku Shūtā               | 2 mars 2012           |
| 6  | L'improbable espoir d'antan                          | あるはずもないあの時の希望     | Aru Hazu mo Nai Ano Toki no Kibō  | 9 mars 2012           |
| 7  | La prière aux étoiles qui galopent dans les ténèbres | 闇を駆ける星に願いを           | Yami o Kakeru Hoshi ni Negai o    | 16 mars 2012          |
| 8  | Au-delà du monde                                     | 世界を超えて                   | Sekai o Koete                     | 23 mars 2012          |

## Manga

### Black Rock-chan

#### Fiche technique
- Auteurs :
  - Scénario : Ringo
  - Dessin : Huke
- Édition japonaise : Kadokawa Shoten
  - Nombre de volumes sortis : 1 (terminé)
  - Date de première publication : 2011
  - Prépublication : 4-Koma Nano Ace[3]

### Black Rock Shooter ~ Innocent Soul ~

#### Fiche technique
- Auteurs :
  - Histoire originale : Huke
  - Scénario et dessin : Sanami Suzuki
- Édition japonaise : Kadokawa Shoten
  - Nombre de volumes sortis : 3 (terminé)
  - Prépublication : Young Ace
- Édition française : Panini
  - Nombre de volumes sortis : 3 (terminé)
  - Date de première publication : mai 2013

#### Liste des volumes et chapitres
| no                                                                        | Japonais         | Japonais          | Français          | Français          |
| no                                                                        | Date de sortie   | ISBN              | Date de sortie    | ISBN              |
| ------------------------------------------------------------------------- | ---------------- | ----------------- | ----------------- | ----------------- |
| 1                                                                         | 4 novembre 2011  | 978-4-04-120045-2 | 15 mai 2013       | 978-2-8094-3119-3 |
| Liste des chapitres : - Chapitre 1 - Chapitre 2 - Chapitre 3 - Chapitre 4 |                  |                   |                   |                   |
| 2                                                                         | 28 décembre 2011 | 978-4-04-120046-9 | 17 juillet 2013   | 978-2-8094-3191-9 |
| Liste des chapitres : - Chapitre 5 - Chapitre 6 - Chapitre 7 - Chapitre 8 |                  |                   |                   |                   |
| 3                                                                         | 4 juin 2012      | 978-4-04-120284-5 | 18 septembre 2013 | 978-2-8094-3310-4 |

### Black Rock Shooter: The Game
Le jeu vidéo Black Rock Shooter: The Game a été adapté en manga de deux volumes sorti entre février et septembre 2012. La version française sera éditée par Panini à partir de novembre 2013.

## Jeu vidéo
Un jeu pour navigateurs nommé "Puchitto Rock Shooter" a été publié sur la plate-forme vidéo japonaise Nico Nico Douga le 9 mars 2011. On y retrouve des illustrations de CHAN×CO. Imageepooch développe une suite sous iOS nommée Petite Rock Shooter: Pursue the Mystery of the Sexy Planet! (ぷちっと★ロックシューター　セクシー惑星の謎を追え！, Puchitto Rokku Shūtā: Sekushī Wakusei no Nazo wo Oe) qui est disponible depuis septembre 2012. Beaucoup d'éléments de l'univers de Black Rock Shooter furent introduits au sein de PlayStation Home japonais. Des personnages de ce même univers apparaissent également dans le jeu PSP Nendoroid Generation, produit par Bandai Namco, Good Smile Company et Banpresto, basé sur la collection de figurines Nendoroid. Ce jeu fut mis sur le marché le 23 février 2012.
Un jeu vidéo de type RPG nommé Black Rock Shooter: The Game (ブラック★ロックシューター THE GAME), a été développé par Imageepoch pour la PSP et est disponible depuis le 25 août 2011. Se déroulant dans un univers différent de l'OAV, on y retrouve des cinématiques réalisées par Ufotable. Le thème d'introduction du jeu est "No Scared" de One Ok Rock. Une édition limitée intitulée "Premium Box" est également produite, elle propose une figurine Figma de l'antagoniste du jeu, White Rock Shooter. Le jeu est publié en distribution numérique par NIS America via le PlayStation Store en Amérique du Nord le 23 avril 2013 et en Europe le 24 avril 2013,.

## Black ★★ Rock Shooter: Dawn Fall
Une nouvelle série du nom de Black Rock Shooter Dawn Fall est sortie en 2022 sur la plateforme Disney+.
En 2062, fouillant dans les ruines d'un laboratoire abandonné en Californie, Mya et son grand frère Norito réveillent Empress, une cyborg. Repartant chez eux, ils rencontrent les membres des Forces de pacification et découvrent qu'Empress est l'une des trois unités Hemiteos, conçues pour défendre l'humanité et la dernière chance de l'humanité pour vaincre Artemis, une IA conçue pour automatiser une grande partie de l'industrie et qui s'est rebellée contre la race humaine 20 ans auparavant, transformant la Terre en un environnement à l’atmosphère invivable où des machines attaquent les humains survivant.
Le Colonel, un membre des Forces de pacification, lui apprend également qu'un ascenseur orbital sera bientôt construit pour amener sur Terre des machines  construites sur une Lune transformée en une immense usine, et qu'Empress est la seule à pouvoir le détruire.